# 山崎养世
山崎养世（日语：山崎 養世，1958年10月20日—），日本商人、经济评论家。原日本总务省顾问。原高盛投信株式会社社长兼高盛总公司合伙人、高盛资产管理公司日本有限责任公司社长、KUNIUMI资产管理株式会社社长。一般社团法人太阳经济会代表理事、成长战略综合研究所理事长。山海投资有限公司董事长。国土交通省观光厅“观光地域创生法人”/“旅行推广法人机构”（ “DMO”，旅行目的地管理机构）顾问。AXION VENTURES INC董事会执行主席。
作为智库向政府献言献策，作为“太阳经济”、“始于田园的产业革命”、“环东京湾构想”“免费高速公路”等观点的倡导者为人所知。

## 人物
1958年（昭和33年），生于日本福冈县。先后毕业于福冈县立修猷馆高等学校（高中）和东京大学经济學院。
大学毕业后，入职大和证券，从事国际金融、金融衍生品、不动产投资、年金运用、投资信托等方面的工作。其参与开发的证券化投资信托产品“Jumbo Alpha”曾获得1990年度日经金融新闻最优秀商品奖。
1988年取得UCLA的MBA。1994年进入高盛，负责创立日本方面的资产管理业务。
1994年作为美方代表参加美日经济框架对话。在导入（以美欧为中心的）全球投资、指定单独管理资金信托/LPS方式的倡导及改革等方面，取得历史性共识作出贡献。作为高盛投信、资管的代表，带领公司取得了全球资产运用业界第一名的成绩。1996年，即高盛在日资产管理业务开业后短短两年，投资信托业务和投资顾问业务合计取得运用资产3兆日元。不但是公共年金最大的投资顾问公司、保险公司最大的资产运用公司、受托于排名前十的企业年金中的八家，同时保持日经金融新闻全球运用部门排名第一的好成绩。1996年，更是作为投资信托协会的理事共同创立了J-REIT。
2002年3月，离开高盛。2003年11月提出“高速公路免费”以及“邮政资金运用于中小企业”等观点被民主党的施政纲领所采纳，同时在民主党的内阁预定名单中被提名为国土交通省大臣。
2009年10月就任总务省顾问，协同OECD向GPIF的内部控制体制提出根本性改革的政策建议，及体制改革后资产运用等相关的改革建议。此后，自2014年起GPIF投资将非传统资产（基础设施、不动产、PE等）纳入投资对象。
2012年2月，成立kuniumi资产管理株式会社并出任社长。
2018年10月，成功开发位于冈山县濑户内市的日本最大太阳能发电站“濑户内Kirei太阳能发电站， 并投入商业运营。

## 经历
- 1977年3月，福冈县立修猷馆高等学校（高中）毕业
- 1982年3月，东京大学经济学部毕业
- 1982年4月，入职大和证券
- 1988年，取得UCLA，MBA
- 1994年1月，加入高盛
- 1997年11月，高盛总部董事总经理
- 1998年1月，就任高盛投信社长
- 1998年11月，就任高盛总部合伙人
- 1999年12月，就任高盛资产管理日本有限公司社长
- 2002年3月，离职
- 2009年2月，创立一般社团法人太阳经济会并就任代表理事
- 2009年10月，就任总务省顾问
- 2009年12月，创立成长战略综合研究所并就任理事长
- 2012年2月，创立kuniumi资产管理株式会社并就任社长
- 2019年11月，就任EHL（洛桑酒店管理学院）在日战略伙伴代表
- 2020年2月，就任山海投资有限公司（kuniumi资产管理株式会社与东方藏山资产管理有限公司集团的合资公司）董事长
- 2020年2月，就任国土交通省观光厅“观光地域创生法人（DMO）”/“旅行推广法人机构”顾问
- 2020年4月，就任AXION VENTURES INC董事会执行主席

## 著作
- 《日本列岛加速论～由高速公路免费到日本复兴》（2003年，NHK出版）
- 《高速公路免费！为成年人而写的税金绘本》（与吉田宽合著，2004年，新风社出版）
- 《大逆转的时代，日本复活终极处方》（2004年，讲谈社出版）
- 《胜力，商业胜法可习得》（2004年，钻石社出版）
- 《别被骗了！邮政民营化》（与荒井广幸、八木泽彻合著，2005年，新风社出版）
- 《日本人所不知道的美中经济同盟》（2007年，德间书店出版）
- 《解说道路问题〜燃油税、公路财源、高速道路的解答》（2008年，钻石社出版）
- 《下一个全球性泡沫开启》（2008年，朝日新闻出版社出版）
- 《日本‘复活’的终极场景，关键在‘阳光经济’》（2009年，朝日新闻出版社出版）
- 《环东京湾构想----为了新增长和人类固有的生存方式》（与竹村真一合著，2009年，朝日新闻出版社出版）
- 《胜力----今后的时代获取成功的8个铁则》（2010年，文艺春秋社出版）
- 《日本危机----由国债暴跌带来的世界恐慌》（2010年，祥传社新书社出版）
- 《阳光经济》（汉语版）（2019年8月，中信出版社出版）